# Pileolaria militaris
Pileolaria militaris är en ringmaskart som beskrevs av Jean Louis René Antoine Édouard Claparède 1870. Pileolaria militaris ingår i släktet Pileolaria och familjen Serpulidae. Arten har ej påträffats i Sverige. Inga underarter finns listade i Catalogue of Life.